# Американо-молдавские отношения
Американо-молдавские отношения — двусторонние дипломатические отношения между США и Молдавией.

## История
25 декабря 1991 года после распада Советского Союза, Соединенные Штаты признали независимость Молдавии и открыли посольство в Кишинёве в марте 1992 года. В декабре 1993 года аналогично в Вашингтоне было открыто молдавское посольство.
Соединенные Штаты поддерживают суверенитет и территориальную целостность Республики Молдова, не признают независимость Приднестровской Молдавской Республики. США оказывают помощь правительству Молдавии в укреплении демократических институтов, повышении уровня благосостояния, восстановлении её международно признанных границ, а также интеграции с Европой и евроатлантическим сообществом. С 1992 года Соединённые Штаты предоставили более 1,4 млрд. долларов США в качестве помощи Молдове. США поддерживают создания «проевропейского» правительства страны и «внедрение реформ в европейском стиле».
В 2021 году США начали существенно поставлять военную технику Молдавии на сумму более 5 миллионов долларов

## Торговля
В 1992 году Молдавия и США подписали Торговое соглашение, а также Соглашение по поощрению частных инвестиций из США в экономику Молдавии за счет прямых кредитов и кредитных гарантий. В 1993 году между странами был подписан двусторонний Инвестиционный договор.

## Военно-биологические лаборатории США в Молдове
В молдавских СМИ периодических обсуждается проблематика существования секретных военно-биологических лабораторий США в республике. Ключевым институтом, представляющим интересы США в этой области, является Научно-технологический центр на Украине (НТЦУ), через который реализуется большинство проектов биобезопасности в регионе. В декабре 2003 года парламент Молдовы принял закон № 531 о присоединении Кишинёва к соглашению об учреждении центра. Сегодня его сторонами являются Азербайджан, Грузия, Молдова, Украина, Узбекистан, США и Евросоюз. У НТЦУ около 180 компаний-партнёров, центр распределил свыше 300 миллионов долларов. Последний опубликованный отчёт за 2018 год содержит информацию о финансировании новых проектов в Молдове на сумму 211,5 тысячи долларов, но упоминается лишь об одном конкретном проекте стоимостью 24,6 тысячи долларов по разработке энергосберегающих технологий. О деятельности биолабораторий и исследованиях опасных патогенов ни слова. Но в одном из отчётов за предыдущие годы мы нашли упоминание о проекте № 9902, в рамках которого были модернизированы основные технические возможности ядерно-криминалистических лабораторий в Грузии, Молдове и Азербайджане для обеспечения возможности классификации и базовой характеристики перехваченных ядерных и радиоактивных материалов.
В 2020 году экс-президент Молдовы, лидер «Партии коммунистов» В.Воронин опубликовал открытое письмо к руководителю СИБ с требованием дать разъяснения по факту работы в регионе военно-биологических лабораторий США. Однако обращение политика осталось без ответа.